# Sweet Talker (canción de Jessie J)
«Sweet Talker» es una canción de la cantante inglesa Jessie J, lanzada el 1 de diciembre de 2014 por Republic Records y Lava Records solo en Irlanda y el Reino Unido , como sencillo promocional del álbum del mismo nombre. La cantante interpretó la canción en vivo el 1 de junio de 2014 junto con "Ain't Been Done", "Keep Us Together" y "You Don't Really Know Me".

## Promoción
El 13 de octubre de 2014, Jessie J publicó un video de una versión acústica de "Sweet Talker", grabada en el estudio  en su canal VEVO, mientras lo interpretaba para las vacaciones de Navidad de 2014 con motivo del concierto de Jingle Bell Ball, que se lleva a cabo todos los años en diciembre, patrocinado por Capital FM Radio.  La portada del cencillo Jessie J sobre un fondo blanco, de pie, mientras llevaba un vestido dorado

## Crítica
En una reseña sobre R & B Junk, Umberto Olivo escribió: "Sweet Talker, una asombrosa producción pop entre lo mejor de la carrera de Jessie, una de esas canciones que realmente resaltan todas las cualidades de este gran cantante, que sin dudas ensombrecido por algunos de sus últimos singles ".